# دامودار ولی
دامودار ولی (انگلیسی: Damodar Valley Corporation) شرکت برق هندی است، که در سال ۱۹۴۸ تأسیس شد.